# Darmstadt-Dieburg
Darmstadt-Dieburg je okrug u njemačkoj pokrajini Hessen. Po popisu iz 2008. 288.701 stanovnika živi u okrugu površine 658,51 km².

## Gradovi i općine u okrugu
| Gradovi | Općine | Općine                                                                                     |
| --- | --- | ------------------------------------------------------------------------------------------ |
| 1. Babenhausen 2. Dieburg 3. Griesheim 4. Groß-Bieberau 5. Groß-Umstadt 6. Ober-Ramstadt 7. Pfungstadt 8. Reinheim 9. Weiterstadt | 1. Alsbach-Hähnlein 2. Bickenbach 3. Eppertshausen 4. Erzhausen 5. Fischbachtal 6. Groß-Zimmern 7. Messel | 1. Modautal 2. Mühltal 3. Münster 4. Otzberg 5. Roßdorf 6. Schaafheim 7. Seeheim-Jugenheim |

## Vanjske poveznice
- Službena stranica (njem.)